# Jens Nielsen (Maler)
Jens Nielsen (* 30. Juni 1891 in Jelstrup (Kirchspiel in der heutigen Vesthimmerlands Kommune in Nordjütland) bei Aars; † 8. Mai 1978 in Holstebro in der heutigen dänischen Region Midtjylland (Mitteljütland)) war ein dänischer Lehrer und Schulleiter an Freien Schulen sowie ein bedeutender Maler.

## Familie

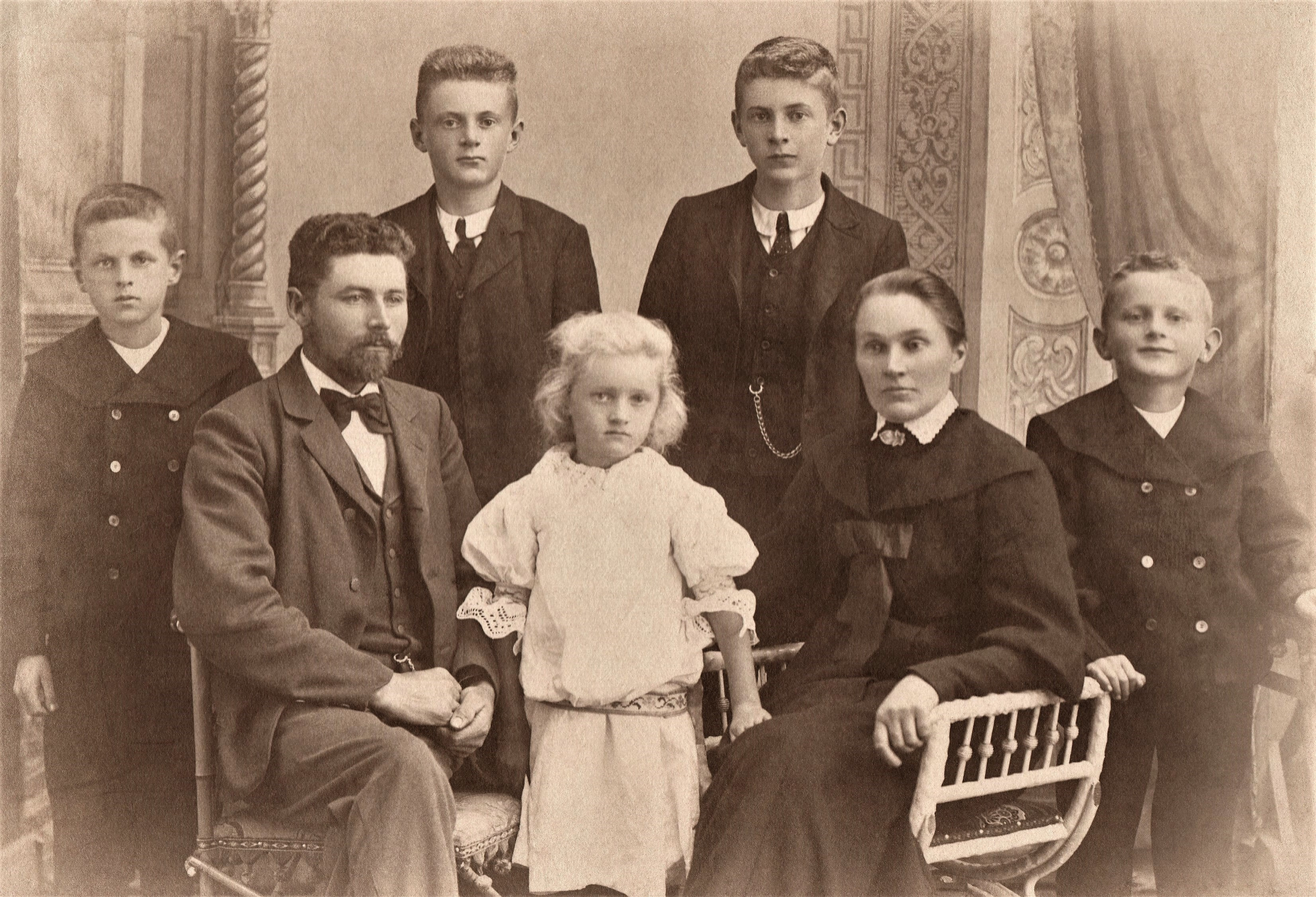
Familie Niels Nielsen aus Jelstrup (1906)

Jens Nielsen war der älteste Sohn des Landwirts Niels Nielsen und seiner Ehefrau Else Marie Jensen, Besitzer des Hofes „Vestmark“ in Jelstrup südöstlich des Limfjords im nördlichen Jütland. Jens hatte fünf Geschwister: Frode (1892–1984), Karl (1895–1979), Valdemar (1897–1986), Marie (1900–1992) und Dagny (1909–1991). Alle Geschwister ergriffen später einen künstlerischen Beruf.
Am 30. Dezember 1912 heiratete er 21-jährig in Løgstør die 8 Jahre ältere Anna Olesen (* 23. Dezember 1884 in Rårup (Hedensted Kommune) im südöstlichen Jütland, † 17. Februar 1980 in Espergærde nahe Helsingør). Das Paar heiratete nicht kirchlich, da er einer Freikirche angehörte, sondern nur standesamtlich und zwar im Gerichtsvollzieherbüro von Løgstør Købstad (Provinzstadt Løgstør) und vom Aars und Slet Herred (Kreis Aars und Slet). Mit seiner Frau lebte er möglicherweise nur sehr kurz zusammen und hatte mit ihr auch keine Kinder. Sonst ist über die Ehe nichts bekannt. Seine vielen Reisen über 20 Jahre ab Ende der 1940er Jahre unternahm er offensichtlich nicht mit ihr, sondern mit seiner Malerkollegin Olivia Holm-Møller. Der letzte Wohnsitz seiner Frau war ab 1971 der gleiche wie seiner in der Nørregade 1 in Holstebro, im Künstlerhaus, das direkt mit dem heutigen Holstebro-Kunstmuseum  und der Nørrelandskirche verbunden ist. Dort lebte sie bis 1978, dem Sterbejahr ihres Mannes.  Ihre letzten Lebensjahre verbrachte sie im Pflegeheim Strandhøj, Egebæksvang Gemeinde, in Espergærde (Helsingør Kommune), wo sie 95-jährig knapp zwei Jahre nach ihrem Mann auch gestorben ist. Ihre Urne wurde auf dem Friedhof von Egebæksvang beigesetzt.

## Bildung und Ausbildung
Jens Nielsen ist in einer grundtvigschen freien Gemeinde aufgewachsen. Von seiner Mutter ist die erzieherische Haltung überliefert, dass ihre Kinder „zu dem werden [sollten], wofür Gott sie geschaffen hat“, nämlich zu gläubigen Menschen, deren Kraft, Ideen und Fantasien von innen herauskommen [sollten] und nicht durch ein von außen gestecktes höheres Ziel. Er durfte nicht in eine öffentliche Schule gehen, weil er davon verschont werden sollte, Gottes Wort als gewöhnlichen Unterrichtsstoff zu empfangen. Also verbrachte Jens, wie seine Geschwister auch, seine Schulzeit im Elternhaus bei einem Hauslehrer und mit Unterricht durch die Eltern. Der Unterricht war lebenspraktisch orientiert und bestand im Wesentlichen in der Weitergabe des elterlichen Wissens und folgte den Maximen des Schulreformers Christen Kold und den Ideen von Schule, die der Kirchenreformer Grundtvig entwickelt hatte. In seinem Elternhaus wurde aber auch gelesen, diskutiert und der Ehrgeiz der Kinder geweckt. Sie wurden ermutigt, ihren eigenen Weg zu wählen, der für alle weg von der Landwirtschaft und hin zu Literatur und Kunst führte. Religion hatte einen festen Platz im Unterricht. Nach der Schulzeit besuchte Jens Nielsen die Heimvolkshochschulen von Krabbesholm in Skive und Askov in Vejen mit dem Ziel, Lehrer zu werden. Eine vollständige pädagogische Ausbildung hatte er nicht. Nach der in seiner Schul- und Hochschulzeit erworbenen Haltung zum Lernen, das keine formalen Abschlüsse vorsah, sondern bei der nur die erworbene Praxis zählte, brauchte er keine Examen für einen zukünftigen Beruf.

## Pädagoge als Beruf
Dieser Einstellung folgte Nielsen auch, als er nach den Hochschulaufenthalten Pädagoge und später Leiter einer Freien Schule wurde. Zuvor war er Lehrer an den Heimvolkshochschulen von Ågård (heute Ågård Efterskole) in der Egtved Kommune und an der Pallieshave Freischule in Ringe auf Fünen (heute Nordskovens Friskole), deren Leitung er von 1911 bis 1913 innehatte. Dann gründete er 1915 eine eigene Frei- und Nachschule (dän. Fri- og Efterskole) in Nørre Søby südlich von Odense. Die gab er in der Mitte der 1920er Jahre nach vielen Schwierigkeiten mit der Gemeinde auf. Von 1927 bis 1931 war er Leiter der auch von ihm gegründeten Freien Schule Brejdablik Skole (Brejdablik-Schule) in Vejen. Das war eine Schule, die sehr frei und unorthodox geführt wurde und die sich ihre vielen Probleme selber schuf. So gab es keinen Stundenplan und der Unterricht erfolgte auf der Grundlage des Wissens der Schüler, ihren Lerninteressen und ihrem Drang nach Lebenserfahrung. Nur wenn die Kinder den Lehrer brauchten, wurde er aktiv. Seit er begonnen hatte zu malen, nahm ihn die Malerei zunehmend stärker in Anspruch. Er vernachlässigte sein Engagement in der Schule und die Schüler verließen die Schule nach und nach. Heute befindet sich in der Brejdablik-Schule das Børnehjemmet Brejdablik, ein Kinderheim für 25 Kinder. Erst nachdem er eine über zwanzigjährige Praxis als Lehrer hatte, betrieb er ab 1932 kurzzeitig pädagogische Studien in Prag und Dresden. Doch er entschloss sich dann, nicht mehr als Lehrer zu arbeiten. Stattdessen konzentrierte er sich auf der Malerei. Als Maler war er Autodidakt.

## Maler aus Berufung
Als Nielsen seine pädagogische Karriere 1932 im Alter von knapp 40 Jahren aufgab, warf er sich umgehend und aus vollem Herzen auf die Malerei, die ihn schon seit langem innerlich gedrängt hatte. Er war mit derselben Bedingungslosigkeit Künstler, wie er in der Schule gewirkt hatte, obwohl er lange unter beschwerlichen und äußerst problematischen materiellen Verhältnissen arbeiten musste. Seine Familie war über sein Verhalten sehr beunruhigt und bat 1932 die Malerin Olivia Holm-Møller zu kommen und ihm seinen Drang nach einer künstlerischen Karriere auszureden. Aber der Versuch schlug in sein Gegenteil um. Sein künstlerisches Wirken begann mit Keramik- und Holzschnitzarbeiten. Er wechselte aber sehr schnell zur Malerei und vertiefte sich in sie. Er hatte keine fachliche Ausbildung und blieb zeitlebens Autodidakt.
Nachdem Jens Nielsen sich endgültig der Malerei verschrieben hatte, verließ er Vejen und suchte sich eine Bleibe in der Umgebung von Vejle. Dort liegt auf der Südseite des Vejle Fjords der Munkebjerg-Wald und auf dessen höchster Erhebung befindet sich seit 1880 das Munkebjerg-Hotel. Unter anderem lebte und arbeitete hier auch der in Dänemark sehr bekannte Kunstmaler Godfred Christensen, einer der Nachbarn von Jens Nielsen. 1936 war ein wichtiges Jahr in Nielsens Leben. Es war das Jahr, in dem er begann, in und um Munkebjerg zu leben, und es war das Jahr, in dem seine Kunst in Farben und einem heftigen Expressionismus mit stark verzerrten Figuren explodierte. Vigand Rasmussen nennt Jens Nielsen sogar „den letzten echten Munkebjerg-Maler“.
Der Kulturhistoriker und Schriftsteller Niels Th. Mortensen hat Jens Nielsen Mitte der 1950er Jahre an einem Tag außerhalb der Saison in Munkebjerg besucht. Er stellte zuerst einmal fest, dass es keine Möglichkeit gab, eine Tasse Kaffee zu trinken, denn in den Zimmern des Hotels und vor allem auf der langen Glasveranda wohnte der Maler Jens Nielsen. "Drinnen, hinter den großen Glasscheiben, malte ein rotbärtiger Mann auf einigen riesigen Leinwänden. Du wolltest deine Augen öffnen und deine Nase flach gegen die Scheibe drücken, denn solche Bilder hattest du noch nie gesehen: Sie waren flammend rot, schwefelgelb, himmelblau, frühlingsgrün und nachtschwarz; sie zeigten biblische Motive.[...] Der Künstler benutzte keine Staffelei. Die Bilder waren zu groß, oft mehrere Meter auf jeder Seite, und Nielsen "trug die Farbe in dicken Schichten auf." Die großen Gemälde unterzubringen und zu lagern war ein immenses Problem für Jens Nielsen. 1957, als die Holz-Großhandelsfirma A/S Trælasten in Vejle in neue Räumlichkeiten umgezogen war, fragte Nielsen deren Direktor Schachner – sie waren Nachbarn auf Saltbæk – ob er einige große Gemälde in seinen Lagerräumen unterbringen könnte, die zuvor in Vejen gelagert worden waren. Schachner sagte ja, und die Gemälde wurden im "Nagelhaus" der Firma aufgehängt, worauf die Versicherungspolice der Firma ergänzt werden musste: "Gemälde: 50.000 dkr".
Mortensen hat auch Nielsens Zeit und Lebensumstände zwischen 1931 und 1936 erwähnt: „Zu dieser Zeit [ca. 1937–1939] treffen wir Jens Nielsen im Hotel in Munkebjerg, wo er sich für einige Jahre im Winter ein Zimmer geliehen hat. Bis vor einigen Jahren war er obdachlos und musste sich leerer Autowerkstätten, Dachböden, Keller und verlassener Sommerhäuser für seine vielen großen Leinwände bedienen, die alle – unabhängig vom Thema – einen religiösen Touch haben“. Mortensen glaubte, dass die meisten Menschen Munkebjerg wahrscheinlich mit einem Kopfschütteln verlassen würden, „in der glühenden Gewissheit, in eine verrückte Werkstatt geschaut zu haben.“ Im Sommer lebte und arbeitete Jens Nielsen in einem leer stehenden Sommerhaus am Strand von Saltbæk, heute wahrscheinlich Andkær Vig am Vejle Fjord.
1931 malte Jens Nielsen sein erstes Bild. 1934 fand in Kopenhagen die erste Ausstellung seiner Gemälde statt. Die Benutzung von Ölfarben neben der von Temperafarben war sein bevorzugtes Ausdrucksmittel. Ölbilder dominierten seine erste Schaffensphase, während Aquarelle, Gouachen und Mischtechniken erst in den 1940er Jahren hinzu kamen. „In der Malerei mit Öl treffe ich auf den nötigen Widerstand“ waren seine eigenen Worte. In der handwerklichen Auseinandersetzung mit der Farbe entstanden ausdrucksstarke Motive, in der Regel mit stark konturierendem Farbauftrag, den er von der Palette mit dem Messer auf das Trägermaterial aufbrachte.

„Nielsen arbeitet in kräftigen, reinen Farben, vielfach von glühendem Kolorit mit starken Licht- und Farbkontrasten, die er in pastosem Duktus mit Pinsel und Messer aufträgt. Der Gebrauch der Farbe wird ihm zum wichtigsten Ausdrucksmittel, zum formenden Element.“

Nielsen ist durch Eltern und Gemeinde im grundtvigschen Sinn stark christlich geprägt worden. Gleichzeitig hat aber auch das Erzählerlebnis im Unterricht mit den insbesondere die kindliche Phantasie anregenden Geschichten aus der nordischen Mythologie seine Bilderwelt beeinflusst und – wie von Grundtvig erkannt und propagiert – als identitätsstiftendes Element in der ländlichen dänischen Bevölkerung gewirkt, so dass die Vermutung nahe liegt, dass Jens Nielsen früh in seinem Leben auf einen verkündenden, Menschen gestaltenden, sozialen Beruf hin gelenkt worden ist. So wie er ihn später als Pädagoge und letztlich auch als Maler ergriffen hat. Mit seiner Malerei hat er eigentlich nur das Medium gewechselt und es wurden die Farben, die in seinen Bildern sein „Verkündigungerlebnis“ aus den frühen Kindheitsjahren haben aufleben lassen und durch die das himmerländische Universum durchscheint.
Hinter Jens Nielsens Ölbildern, die sehr oft unter starkem seelischem Druck geschaffen zu sein scheinen, liegt ein natürliches Gefühl für die epischen und symbolischen Werte der Bildenden Kunst. Man spürt in seiner Kunst einen ausgeprägten Willen zur Verkündung einer allgemeinmenschlichen Idee vom Leben, während ihn die künstlerische Arbeit an sich in geringerem Grad interessierte.
In Nielsens Bildern nehmen christliche Motive eine dominierende Rolle ein, vor allem findet man häufig die Darstellung von Maria, von Christus und den Jüngern. Diese bildet er oft vor einer Landschaft ab, konstruiert mit ihnen also eine Geschichte, die durch die Wahl der Farben und den expressiven Einsatz davon ihren Deutungsgehalt bekommt.
Oft schildert er in seinen Bildern auch Menschen und ihren Umgang miteinander. Dabei zeigt er durch Motivwahl und Farbgebung ein starkes psychologisches Einfühlungsvermögen und Sinn für bahnbrechende und lebensbestimmende Situationen in den gegenseitigen Beziehungen zwischen Menschen. In einer Reihe von Bildern sieht man die menschlichen Körper in starker Bewegung, oft mit einem mythologischen Zug – wie beim Auferstehungsmotiv – in die himmlischen Gefilde.
Nielsen setzte sich nicht nur mit biblischen Figuren-Komplexen auseinander, sondern auch mit Landschaft als einem von Gott geschaffenen Universum, und er versuchte, durch die Expressivität seiner Arbeiten eine neue Ausdrucksweise zu offenbaren, eine Hinwendung zu einer groben Ursprünglichkeit durch einen künstlerischen Stil von expressiver Primitivität.
Auch literarischen Themen wandte sich Nielsen zu. So z. B. in einer Serie von Bildern über Percy Bysshe Shelley, dessen Lebensart, Umgang mit Freunden, Einstellung zu Ehe und persönlichen Beziehungen und insbesondere dessen tragischer Tod an der Meeresküste (Shelley ved kysten [Shelley an der Küste], 1962, Zeichnung) ihn beschäftigten. Auch zu Motiven von Hans-Christian Andersen und zur tragischen Figur des Don Quijote hat Nielsen Bilder geschaffen.

„Die Aquarelle, die sein bevorzugtes Material auf den vielen Reisen waren, sind mehr poetisch empfindsam und traumartig in der Schilderung, aber stets voll Glut im Umgang mit den Farben. Die Landschaftsbilder sind unverkennbar von den Reiseeindrücken aus exotischen Ländern geprägt. Die Palette ist hier glühend, kühn und klingend, wie man es auch oft in seinen dramatischen biblischen Bildern sieht. Auch hier sieht man Menschen eingebunden in die Landschaft und es sind in hohem Maß die Farben, die die Figuren formen.“

Ein weiterer wichtiger Bereich in Nielsens Schaffen sind Stillleben. Während der Reisen entstanden vor allem Aquarelle, auch aus ganz praktischen Gründen wegen des viel geringeren Materialaufwands im Vergleich mit dem Malen von Ölbildern. Die Aquarelle waren zwar meist in kräftigem, doch oft auch in zart-hellem Kolorit gehalten, vornehmlich in poetisch-romantischen und träumerischen Schilderungen des Sujets. In vielen Aquarell-Landschaften von Jens Nielsen manifestieren sich Reiseeindrücke aus exotischen Ländern.
Zu den Künstlern, die Jens Nielsen gefördert haben, gehört ganz besonders die 16 Jahre ältere dänische Malerin Olivia Holm-Møller. Sie hatte großen Einfluss auf ihn und die Entwicklung seiner ekstatischen und je nach Sujet lyrisch bis dramatischen Bildsprache, der er sich insbesondere in seiner Verarbeitung von Motiven aus religiösen und mythologischen Stoffen bediente. Sie war seit etwa Mitte der 1940er Dekade für rund 25 Jahre seine Freundin und Reisekameradin.
Vergleichbar ist seine Kunst vielleicht am ehesten mit der von Jens Søndergaard, sowohl in der Zeichnung und Formung der Figuren, als auch in der explosiven Behandlung der Farben. Künstlerische und ästhetische Nähe hat Nielsen mit seinem expressiven Ausdruck zudem zu Emil Nolde und eine Verwandtschaft zeigt sich auch zu Edvard Munch, zumeist in der psychologischen Schilderung einer bildlichen Situation. Und eine künstlerische Verwandtschaft hat Jens Nielsen auch zu dem Bornholmer Maler Oluf Høst( 1884–1966), der von Jens Nielsens artistischer Behandlung der Farben stark beeindruckt war. Als in seinem Werk herausragende Arbeiten gelten die Bilder De døde vaagner (1935; Der Tote erwacht), Spansk Landskab (Spanische Landschaft), das im Museum von Vejen zu sehen ist, Kristus vandrer på Søen (1936; Christus wandert über das Wasser), Skærsilden (1937; Fegefeuer). Der Kunstverein in Kopenhagen kaufte 1944 sein Schneebild. Dort wurden im gleichen Jahr auch seine Bilder De ukloge Jomfruer (Die törichten Jungfrauen), Korsfæstelsen (Die Kreuzigung), Paaskemorgen (Ostermorgen) und Josef og hans Brødre (Josef und seine Brüder) ausgestellt.

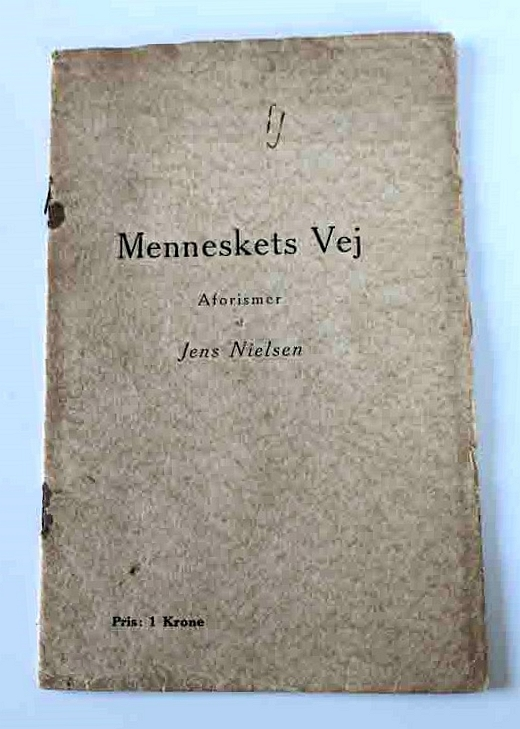
Umschlagseite des Buchs „Menneskets Vej“ mit Aphorismen von Jens Nielsen. Erschienen im Selbstverlag.

Für einige Motive wählte er das Format des Triptychons, um seine „Geschichte in Bildern“ an Altarbilder anzulehnen oder auch, seinem Drang zur Verkündigung folgend, die religiöse Symbolik der Dreifaltigkeit zu betonen. Die Triptychen entstanden mehrheitlich in Öl auf Hartfaser in seiner späten Schaffensphase. – In der Grafik bevorzugte Nielsen Lithografien, Holz- und Linolschnitte. 1935 hat er eine Mappe mit 16 Schnitten nach eigenen Bildern veröffentlicht. Bei den Zeichnungen arbeitete er zudem mit Tusche, und z. T. aquarellierte sie.
In den Jahren 1931, 1932 und 1934 hat er außerdem 3 Hefte mit Aphorismen veröffentlicht, die auf dem Munkebjerg entstanden sind.
Der eigentliche Durchbruch kam spät für den Künstler. Erst 1966, als Nielsen 75 Jahre alt war, kam die unbedingte und vollgültige Anerkennung mit der Einzelausstellung im Ausstellungsgebäude von Den Frie (Kunstmuseum Die Freie Ausstellung) in Kopenhagen. In dieser Ausstellung wurden 35 Jahre seines Schaffens präsentiert. Diese Ausstellung war für ihn wie ein Ritterschlag und bedeutete für ihn den eigentlichen und endgültigen Durchbruch in einer Kunstszene, in der er sich nie erfolgheischend nach vorn gedrängt hatte.

## Ein eigenes Museum

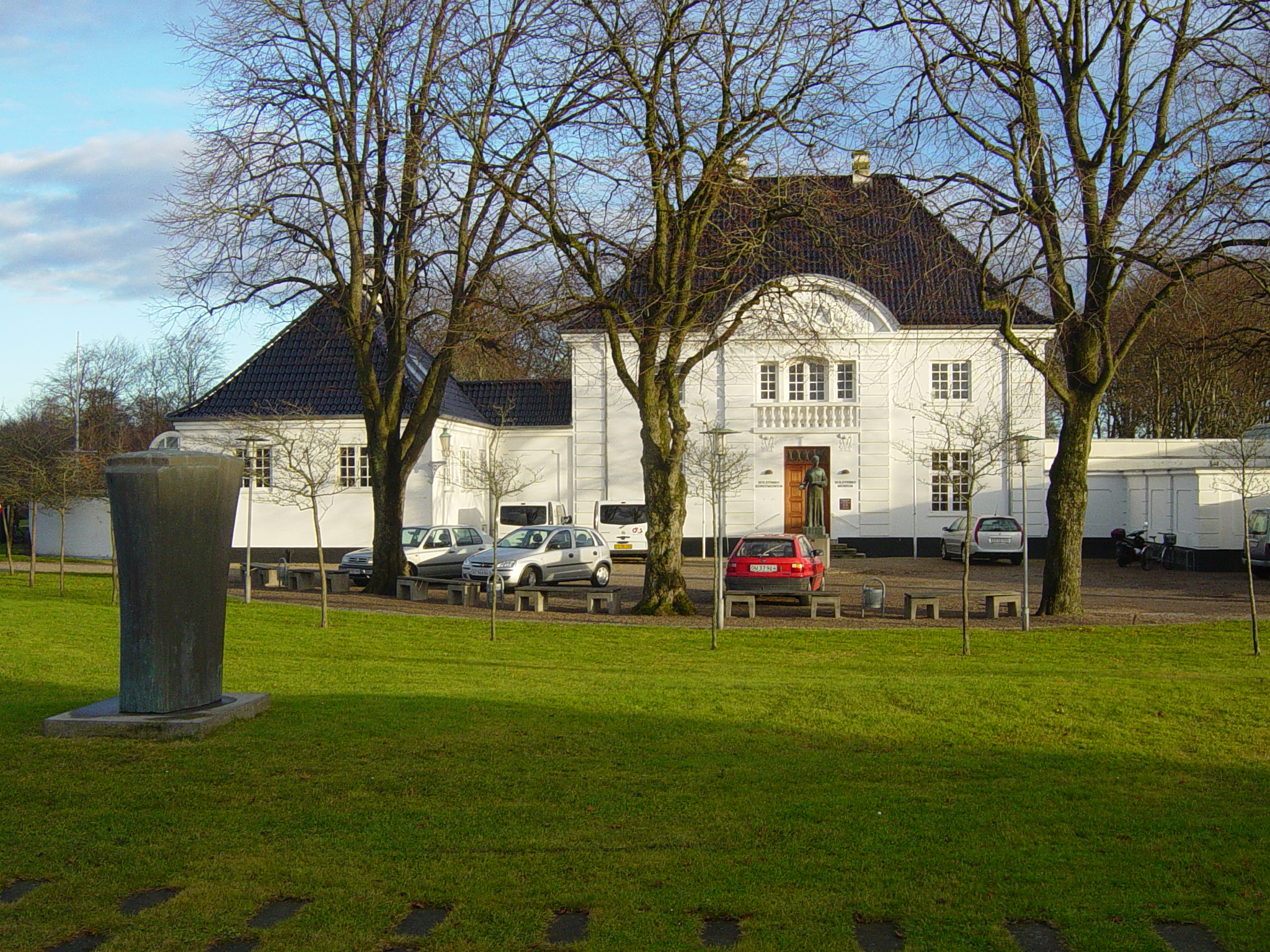
Holstebro-Museum

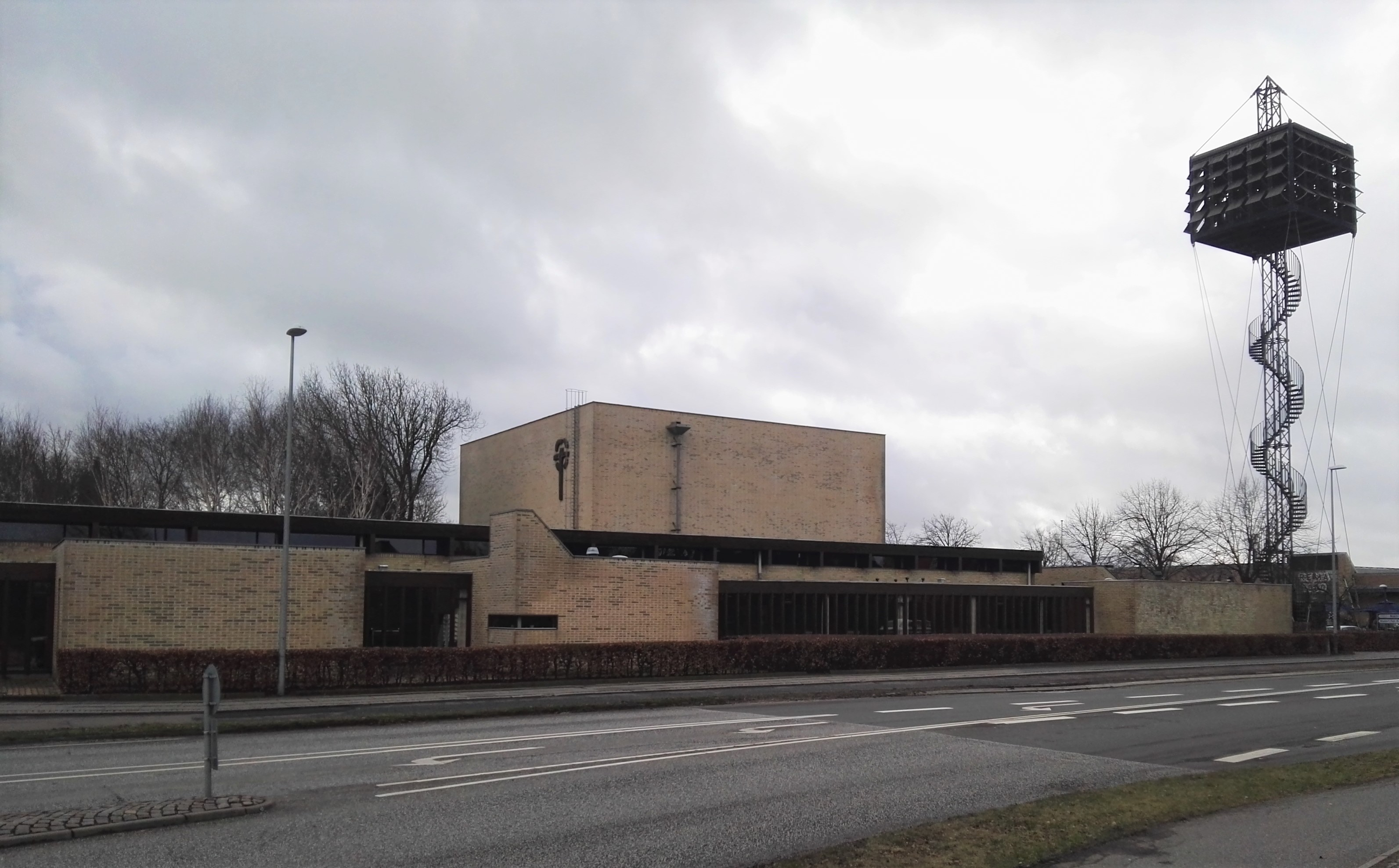
Nørrelandskirche mit den Nebengebäuden, in denen sich das Jens-Nielsen-Museum befand

Bereits 1968 äußerte sich Jens Nielsen in einem Interview mit Danmarks Radio (DR) über den immateriellen Wert und die Aufbewahrung seiner Bilder:

„Jens Nielsen: Es ist mit Bildern wie mit Kindern: man kann ihnen sicher ein Stück gut folgen – und wenn sie sich richtig entwickeln, wird die innere Qualität ihren Platz von alleine finden. Das gilt für die Kinder und das gilt für die Bilder.

DR: Aber es ist nicht damit getan, dass einige der Bilder fest in Holstebro gelandet sind. Es ist ja auch so, dass es weitere Werke von dir gibt, die auch eine Rolle spielen. Für die denke ich an einen Aufbewahrungsplatz und einen Ort, wo man mit Sachen arbeiten kann, Bilder restaurieren – und nach Möglichkeit einen Platz zu finden, wo alle deine Sachen gesammelt sind.

Jens Nielsen: Das letztere möchte ich ja gerne, aber ich denke nicht, dass ich das bestimmen sollte. Ich denke, der Wert meiner Bilderwelt wird seinen Platz finden – wenn die Bilder es würdig sind. Nun hat mir Holstebro auch angeboten, meine Bilder eine Zeit lang aufzubewahren und zu beschützen – und sie gerne zu untersuchen und erst einmal in Hinblick darauf, einen Teil von ihnen zu behalten – nämlich den, der einen biblischen Inhalt hat.“

Obwohl Jens Nielsen nie einen richtigen Platz im etablierten Kunstleben für sich gefunden hat, ist er häufig von passionierten Anhängern unterstützt worden. Ein Kreis, der sich Jens Nielsens Freunde nannte, unternahm Bemühungen, infolge derer der Künstler 1971 sein eigenes Museum, entworfen von den Architekten Inger und Johannes Exner, an der 1969 geweihten Nørrelandskirke (Nordlandskirche) in Holstebro bekam. das Jens-Nielsen-Museum, das 1982 um Bilder von Olivia Holm-Møller erweitert und in Jens Nielsen og Olivia Holm-Møller-Museet (Jens-Nielsen-und-Olivia-Holm-Møller-Museum) umbenannt wurde.
Der Eigentümer des Auktionshauses Holstebro Auktioner, Hans Jørgen Eriksen, kannte Jens Nielsen gut, hat ihn mehrmals besucht und zweimal große Auktionen mit Bildern aus Nielsens Familieneigentum veranstaltet. Mit Repräsentanten des Holstebro-Kunstmuseums hat er viele Werke von Jens Nielsen begutachtet. Er hat erlebt, dass Jens Nielsen ständig malte, auch wenn er Besuch hatte und sich gleichzeitig unterhielt, als sei Malen seine Beschäftigungstherapie. Er hat berichtet, dass Jens Nielsen nach einer Hirnblutung seine rechte Hand nicht mehr gebrauchen konnte und deshalb trainiert habe, mit der linken Hand zu malen. Das habe sich beim künstlerischen und materiellen Wert zumindest des Spätwerks sicher bemerkbar gemacht. Nielsen habe nicht erwartet, dass alle seine Werke der Nachwelt erhalten blieben. Auch auf den Verkaufswert sei es ihm offenbar nicht angekommen. Heute sei die Nachfrage nach Bildern von Jens Nielsen nicht groß. Das teuerste von Eriksen verkaufte Nielsen-Bild habe einen Preis von 18.000 dkr (etwa 1100 €) erzielt.
Das Kunstmuseum Holstebro war bis Anfang 2022 im Besitz von fast 800 Bildern von Jens Nielsen. Etwa 250 davon haben jahrelang im Museumsdepot gelegen, ohne je ausgestellt gewesen zu sein. Im Zusammenhang mit der Kommunalwahl 2022 wurden sie Gegenstand einer heftigen politischen Debatte. Um Platz zu sparen empfahl 2021 der Kultur- und Freizeitausschuss der Stadt, die Bilder zu entfernen und zu zerstören, weil sie nach Expertenschätzung einen zu geringen Verkaufswert hätten. In der aufgebrachten Öffentlichkeit wurde dieser Vorschlag umgehend mit der Bücherverbrennung von 1933 verglichen. Dem gegenüber wurde eingewandt, dass mit dem Verramschen der Bilder geringer Qualität der Wert des Gesamtwerks Einbuße nehmen würde. Andere brachten vor, dass eine Bilderzerstörung den Ruf der Stadt als Stadt der Kunst schädigte. Schließlich sei Jens Nielsen eine charismatische Person gewesen, die in der Stadt nicht nur gelebt, sondern sie mit ihren Bildern auch repräsentiert habe. Er sei ein Teil des Kulturerbes der Stadt. Daher sollten die Bilder, auch wenn sie nicht Ausstellungs- oder gar verkaufsfähig seien, den Bürgern zur Besichtigung und zum Kauf angeboten werden. Nicht verkaufte Bilder sollten dann schließlich über den örtlichen Gebrauchtwarenladen in den Handel kommen. Man folgte diesem Vorschlag und die Stadtverwaltung stellte Nielsens verbliebene Bilder Anfang 2022 öffentlich zur Besichtigung und zum Verkauf aus. Im März wurden tatsächlich bis auf einige wenige rund 250 Bilder zum Preis von 150–250 dkr (etwa 20–35 €) verkauft. Der Erlös dieser Verkaufsaktion ging an das Haus für Kunst und Design, eine Abteilung der Dänischen Talentakademie. Die Vorsitzende des Kulturausschusses, Lene Dybdal, kommentierte das Ergebnis der Debatte über den Wert der Bilder aus dem Fundus folgendermaßen: „Ich denke, dass Jens Nielsen jetzt wohl auf einer Wolke sitzt und runterguckt und denkt: 'Ich habe doch so viele Menschen mit meiner Kunst berührt, dass auch die Bilder, die keiner haben will, einen Wert haben'.“

## Stipendien
- 1939: Hielmstierne-Rosencrone-Stipendium.[A 8]
- 1944: Suhr-Stipendium.[A 9]
- 1948: Französisches Staatsstipendium.
- 1950: P.-A.-Schou-Stipendium
- 1954: van-Gogh-Stipendium[4]
- 1965: Legat – Stipendium von Statens Kunstfond (Staatlicher Kunstfond)[A 10]

## Reisen
Alle Reisen ab 1945 unternahm Jens Nielsen zusammen mit Olivia Holm-Møller.
- 1936–37: Spanien
- 1938: Frankreich
- 1947–48: Marokko
- 1950: Mexiko
- 1951: USA
- 1952–53: Nordische Länder
- 1953–54: Indien
- 1954–55: Ägypten, Japan, USA, Mexiko
- 1957: Norwegen, Italien
- 1960: China
- 1962: Kanarische Inseln
- 1963: Israel
- 1965, 1968: Rom
- 1967: Spanien
- außerdem kürzere Reisen nach Holland und Belgien[4]

## Ausstellungen

### Sammelausstellung
- 1944: Esbjerg Kunstforen; Religiöse Kunst.

### Einzelausstellungen
- 1934: bei Ramme-Larsen in Kopenhagen.
- 1936–38, 1941–42 und 1944: „Den Frie“ Udstillingsbygningen (Die Freie – Ausstellungsgebäude) Kopenhagen mit Olivia Holm-Møller.
- 1945: „Den Frie“ mit Olivia Holm-Møller und Eric Erichsøe.
- 1958, 1964 und 1966: „Den Frie“.( Retrospektive).
- 1939: Kunstforum Oslo. Mit Olivia Holm-Møller.
- 1946: Schloss Charlottenborg, Kopenhagen.
- 1948: Schloss Charlottenborg (Aquarelle).
- 1947: Vejle-Museum.
- 1947: Stockholm.
- 1951: Brooklyn-Museum, New York (Retrospektive).
- 1951: Mexiko-Stadt.
- 1956: Galerie Fürstenberg, Paris.
- 1956: Aarhus, Rathaushalle.
- 1957: Kunstnernes Hus (Haus der Künstler), Oslo.
- 1958: Vejen-Museum.
- 1958: Aabenraa-Museum.
- 1959–60: Zusammenschluss der dänischen Kunstforen (Wanderausstellung).
- 1961: Kunstausstellungsgebäude Filosofgangen (Philosophengang) Odense.
- 1962: Rebild.
- 1967: „Den Gamle Skole“ (Die alte Schule), Sønder Hjerm bei Holstebro.
- 1967: Skive-Museum und Farsø.
- 1968: Vejle-Kunstmuseum.
- 1968: Nørrelandskirken (Nordlandskirche), Holstebro.
- 1971: Løgumkloster.
- 1991: Jens-Nielsen und Olivia-Holm-Møller-Museum Holstebro, (erweiterte Gedenkausstellung).[4]